# Bosschildmos
Bosschildmos (Flavoparmelia caperata) is een korstmossoort uit het geslacht Flavoparmelia. Hij groeit als epifyt op bomen met een niet al te zure schors.

## Determinatie
Bosschildmos is een bladvormig korstmos. Het thallus is opvallend mint groen of gelig van kleur is. Bij oudere exemplaren is het thallus in het midden opvallend gerimpeld. De lobben zijn rond van vorm en 2 cm groot. De lobben hebben meestal in het midden soredieuze plekken met korrelige soralen. Apotheciën zijn niet aanwezig.

### Gelijkende taxa
De soort lijkt op groen boomschildmos (Flavoparmelia soredians), maar groen boomschildmos heeft fijnere sorediën die regelmatig in bolletjes zitten.

## Verspreiding
In Europa komt hij voor van Zuid-Scandinavië tot aan de Middellandse Zee. Vanwege de hoge gevoeligheid voor zure luchtverontreinigende stoffen is het in de laaglanden vaak sterk afgenomen en komt het nu weer vaker voor, vooral als gevolg van rookgasontzwaveling. Net als veel andere soorten korstmossen is het daarom een bio-indicator voor luchtverontreiniging. Daarnaast wordt bosschildmos ook gebruikt om de lokale klimaatverandering te volgen met behulp van het in kaart brengen van korstmossen.
De soort komt algemeen in Nederland voor op laanbomen en duinbossen.

## Fotogalerij

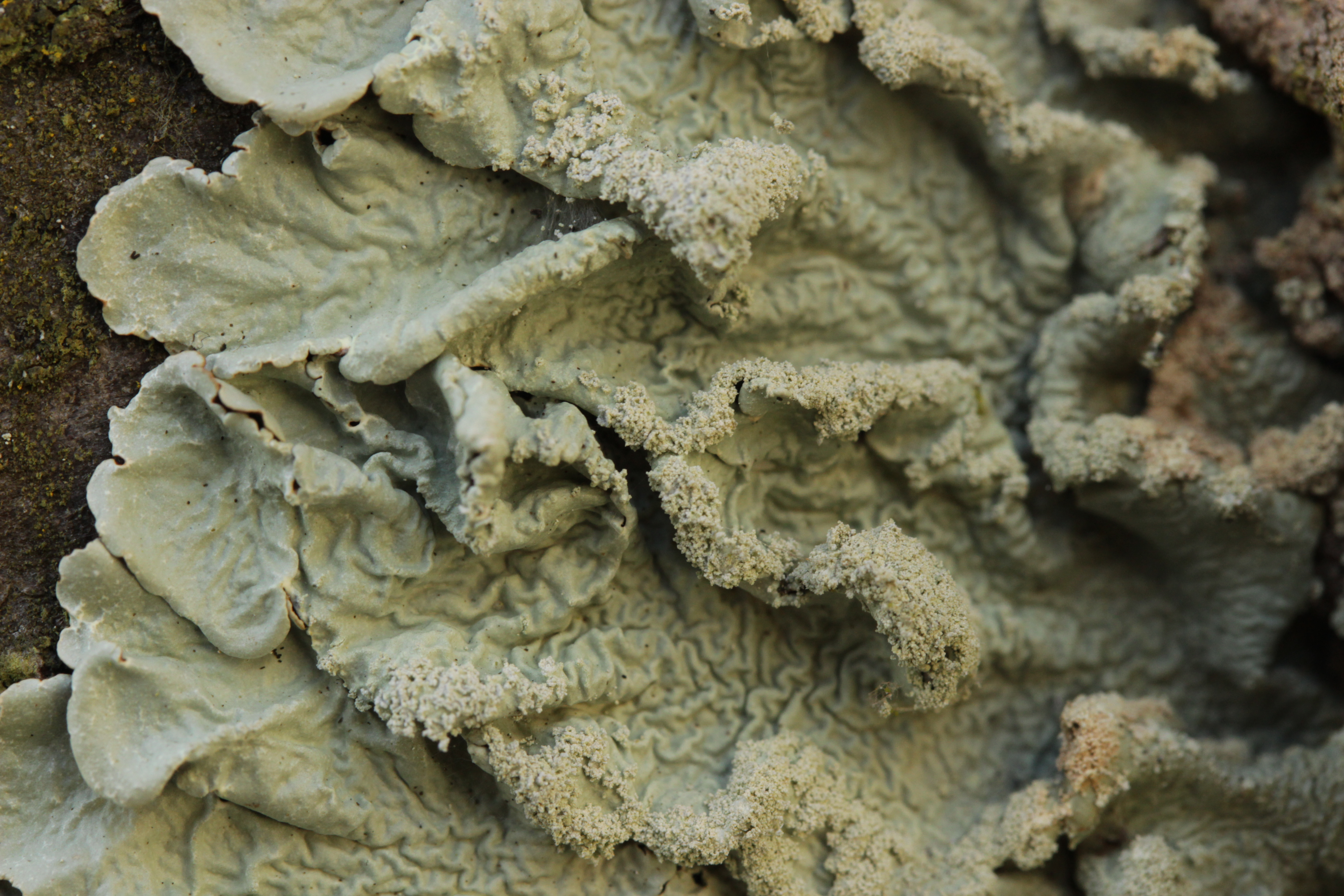
Uitvergroting van lobben
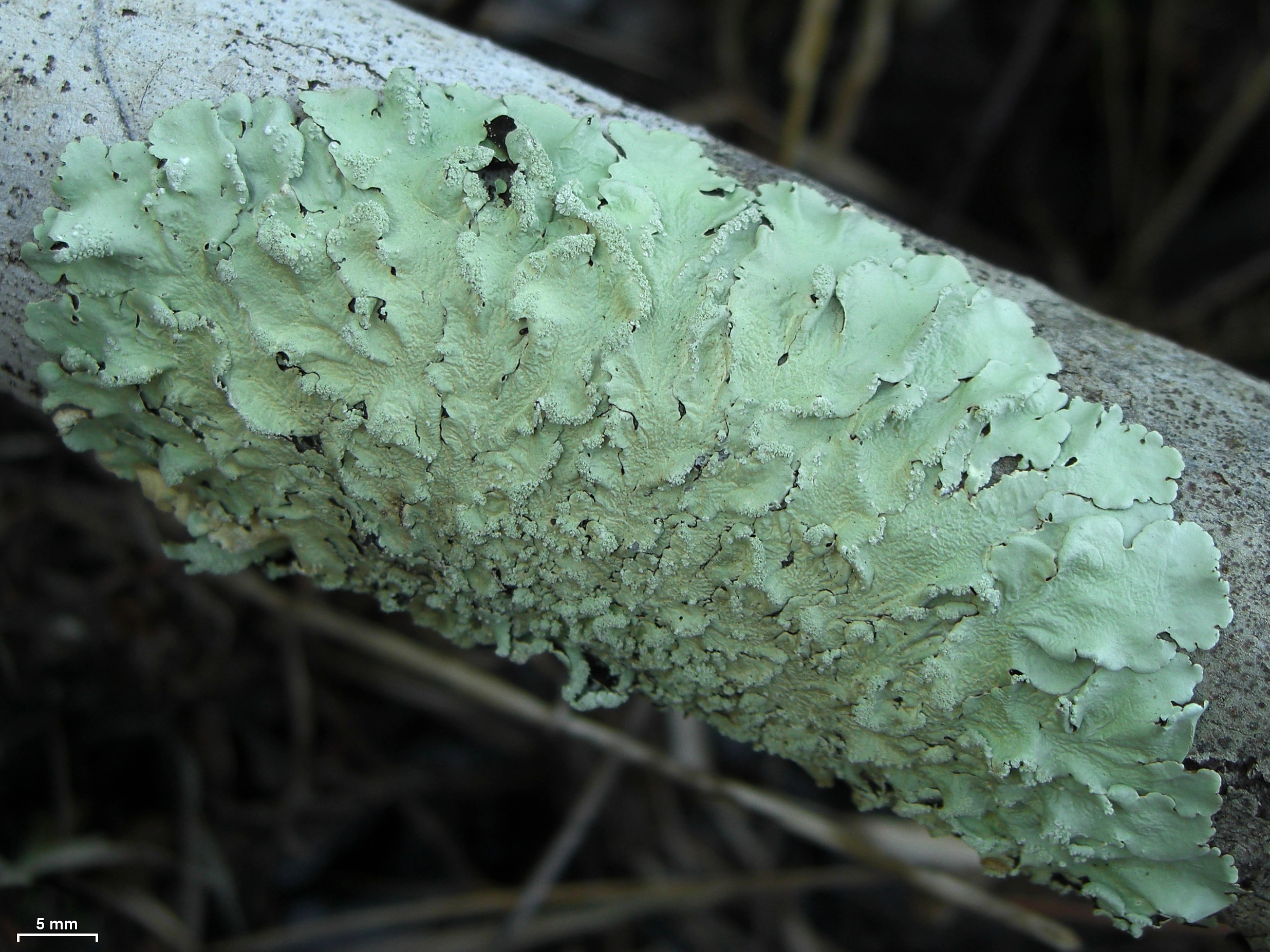
Complete korstmos met lengte aanduiding
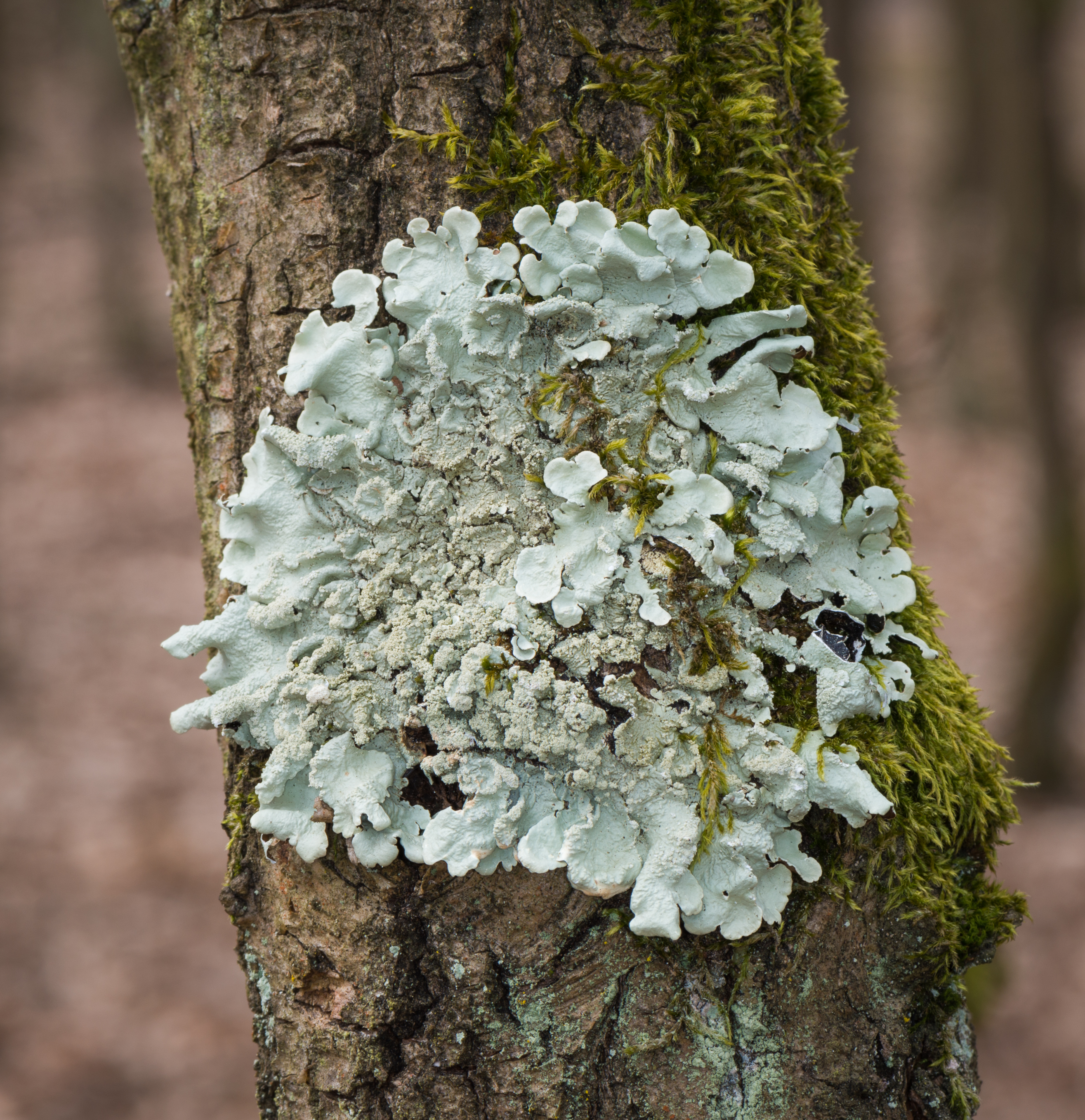